# Elīna Garanča
Elīna Garanča (Riga, 16 settembre 1976) è un mezzosoprano lettone.

## Biografia
È nata in una famiglia di musicisti: suo padre è un direttore di coro e sua madre Anita fu cantante di lieder, professoressa presso l'Accademia di Musica lettone, professoressa associata presso l'Accademia lettone di Cultura e insegnante di canto presso l'Opera Nazionale Lettone.
È entrata all'Accademia lettone di Musica nel 1996 a studiare canto con Sergej Martinov. Ha proseguito i suoi studi a Vienna con Irina Gavrilović e negli Stati Uniti con Virginia Zeani. La Garanča ha iniziato la sua carriera professionale presso lo Staatstheater Südthüringisches di Meiningen ed in seguito ha lavorato presso il Teatro dell'Opera di Francoforte sul Meno. Nel 1999 ha vinto il Mirjam Helin Singing Competition a Helsinki in Finlandia.
Il successo internazionale della Garanča è arrivato nel 2003 al Festival di Salisburgo quando ha cantato Annio in una produzione di La clemenza di Tito, diretta da Nikolaus Harnoncourt. Seguirono rapidamente i ruoli di Charlotte in Werther, Dorabella in Così fan tutte al Teatro dell'Opera di Vienna (2004) e Dorabella in una produzione di Parigi diretto da Patrice Chéreau (2005).
Nel 2006 è tornata ne La clemenza di Tito, questa volta a cantare la parte di Sesto. Il 12 gennaio 2008 la Garanča ha fatto il suo debutto al Metropolitan Opera House di New York, nel ruolo di Rosina ne Il barbiere di Siviglia di Gioachino Rossini. La Garanča ha cantato il ruolo di Carmen nella produzione del 2010 del Metropolitan Opera.
Nel concerto di apertura del 2011 del Rheingau Musik Festival nell'Abbazia di Eberbach si è esibita in Sieben frühe Lieder di Alban Berg con la hr-Sinfonieorchester diretta da Paavo Järvi.
Il 4 settembre 2020 canta in qualità di Mezzosoprano solista la Messa da Requiem di Giuseppe Verdi, eseguita nel Duomo di Milano per commemorare le vittime del Covid-19. Con lei i solisti Krassimira Stoyanova (soprano), Francesco Meli (tenore), René Pape (basso); il coro e l'orchestra del Teatro alla Scala diretti dal Maestro Riccardo Chailly.
È sposata con il direttore d'orchestra Karel Mark Chichon.

## Repertorio
| Ruolo                | Titolo                   | Autore           |
| -------------------- | ------------------------ | ---------------- |
| Romeo Montecchi      | I Capuleti e i Montecchi | Bellini          |
| Adalgisa             | Norma                    | Bellini          |
| Marguerite           | La damnation de Faust    | Berlioz          |
| Carmen               | Carmen                   | Bizet            |
| Giovanna Seymour     | Anna Bolena              | Donizetti        |
| Sara                 | Roberto Devereux         | Donizetti        |
| Leonor de Guzman     | La Favorite              | Donizetti        |
| Bersi                | Andrea Chénier           | Giordano         |
| Stéphano             | Roméo et Juliette        | Gounod           |
| Lola Santuzza        | Cavalleria rusticana     | Mascagni         |
| Charlotte            | Werther                  | Massenet         |
| Cherubino            | Le nozze di Figaro       | Mozart           |
| Dorabella            | Così fan tutte           | Mozart           |
| Terza dama           | Die Zauberflöte          | Mozart           |
| Annio Sesto          | La clemenza di Tito      | Mozart           |
| Nicklausse/La Musa   | Les Contes d'Hoffmann    | Offenbach        |
| Rosina               | Il barbiere di Siviglia  | Rossini          |
| Angelina             | La Cenerentola           | Rossini          |
| Dalila               | Samson et Dalila         | Saint-Saëns      |
| Principe Orlofsky    | Die Fledermaus           | Strauss, Johann  |
| Octavian             | Der Rosenkavalier        | Strauss, Richard |
| Maddalena            | Rigoletto                | Verdi            |
| La principessa Eboli | Don Carlo                | Verdi            |
| Amneris              | Aida                     | Verdi            |
| Mrs Meg Page         | Falstaff                 | Verdi            |
| Andronico            | Bajazet                  | Vivaldi          |
| Venus                | Tannhäuser               | Wagner           |
| Kundry               | Parsifal                 | Wagner           |

## Discografia
- Bellini, Capuleti e i Montecchi (Live, Vienna 2008) - Luisi/Netrebko/Garanca/Calleja, 2008 Deutsche Grammophon
- Bizet, Carmen - Nézet-Seguin/Garanca/Alagna, 2010 Deutsche Grammophon
- Mozart, Opera & Concert Arias - Camerata Salzburg/Elina Garanca/Frank Braley/Louis Langree, 2005 by Erato/Warner
- Verdi, Messa da requiem - Barenboim/Harteros/Garanca/ Kaufmann/Pape/Orch. Teatro alla Scala, 2013 Decca
- Vivaldi, Bajazet - David Daniels/Elina Garanca/Europa Galante/Fabio Biondi/Ildebrando D'Arcangelo/Marijana Mijanovic/Patrizia Ciofi/Vivica Genaux, 2005 Erato/Warner
- Garanca, Habanera (Gipsy songs) - Chichon/Orch. Naz. RAI, 2010 Deutsche Grammophon
- Garanca, Romantique - Abel/Filarmonica Teatro di Bologna, 2012 Deutsche Grammophon
- Garanca, Aria Cantilena - Elina Garanca/Fabio Luisi/Staatskapelle Dresden, 2006 Deutsche Grammophon
- Bel Canto - Elina Garanca/Filarmonica del Teatro Comunale di Bologna/Roberto Abbado, 2009 Deutsche Grammophon
- Garanca, The best of Elina Garanca - Chichon/Armiliato/Abel/Luisi, Deutsche Grammophon
- Garanca, Meditation - Chichon/Deutsche Radio Phil. Saarbrücken - 2013 Deutsche Grammophon
- Garanca, Revive (Arie da opere) - Roberto Abbado/Orch. Valencia, 2016 Deutsche Grammophon

## DVD e Blu-ray parziale
- Bizet, Carmen - Nézet-Seguin/Garanca/Alagna, 2010 Deutsche Grammophon
- Donizetti, Anna Bolena - Pidò/Netrebko/Garanca, 2011 Deutsche Grammophon
- Rossini, Cenerentola - Benini/MET/Garanca/Brownlee, regia di Sharon Thomas, 2009 Deutsche Grammophon
- Verdi, Messa da requiem - Barenboim/Harteros/Garanca/ Kaufmann/Pape/Orch. Teatro alla Scala, 2013 Decca

## Premi e onorificenze
- 1999: Primo posto: Concorso Internazionale di Canto Mirjam Helin (Finlandia)[1]
- 2000: Premio Grande Musica Lettone
- 2001: Finalista: Cardiff BBC Singer of the World Competition (Regno Unito)[2]
- 2005: Nominata: Grammy Award per la registrazione di Bajazet[3]
- 2006: MIDEM Classical Award: "Best Opera", registrazione di Bajazet di Vivaldi con Fabio Biondi, direttore; Patrizia Ciofi, David Daniels, Ildebrando D'Arcangelo, Vivica Genaux e Marijana Mijanovic.
- 2006: Premio Europeo della Cultura in Musica (Categoria Solisti) assegnato da Pro Europa / Fondazione Europea per la Cultura (Svizzera/Germania)[4]
- 2007: Echo Klassik Award: "Cantante dell'anno" per il CD solista "Aria Cantilena"[5]
- 2007: Ordine delle Tre stelle: assegnato dallo Stato lettone
- 2009: Echo Klassik Award: "Cantante dell'anno"[5]
- 2010: Musical America Award: "Cantante dell'anno"[6]
- 2010: MIDEM Classical Award: "Cantante dell'anno"[7]
- 2010: Premio Grande Musica Lettone
- 2013: Austrian Kammersängerin (Cantante da camera austriaca)[8]
- 2013: Echo Klassik Award: "Migliore registrazione solista dell'anno", (duetti/opera/arie d'opera per Romantique, opere di Berlioz, Donizetti, Gounod, Lalo, Saint-Saëns, Čajkovskij e Vaccaj). Filarmonica del Teatro Comunale di Bologna, direttore Yves Abel[5][9]
- 2015: Echo Klassik Award: "Registrazione solista dell'anno"[10]
- 2018: Rigana dell'Anno (Gada rīdzinieks)[11]
- 2019: Premio Eccellenza Lettone nella Cultura.[12]